# Ramsayornis fasciatus
Ramsayornis fasciatus là một loài chim trong họ Meliphagidae.